# Aulo Gabínio Segundo (cônsul em 43)
Aulo Gabínio Segundo (em latim: Aulus Gabinius Secundus) foi um senador romano nomeado cônsul sufecto para o nundínio de agosto e setembro de 43 aparentemente sem um colega. Nada mais se sabe sobre ele. Provavelmente era filho de Aulo Gabínio Segundo (tradicionalmente também chamado de "Públio"), cônsul sufecto em 35.